# Roland Napoléon Bonaparte
O príncipe de Canino e Musiggnano Roland Napoléon Bonaparte (Paris, 19 de maio de 1858 – Paris, 14 de abril de 1924 ) foi um geógrafo e botânico francês.

## Biografia
Filho de  Pierre-Napoléon Bonaparte (1815-1881) e de  Eléonore-Justine Ruffin (1831-1905), neto de  Lucien Bonaparte (1775-1840), príncipe de  Canino, e o o último descendente varão de Lucien Bonaparte, casou-se em 18 de novembro de 1880 com  Marie-Félix Blanc (1859-1882), filha do riquíssimo  François Blanc, fundador do cassino  de Monte-Carlo e da Sociedade dos banhistas de mar de  Monaco. Sua filha, a princesa  Marie Bonaparte (1882-1962), tornou-se a princesa da Grécia, escritora e amiga do psicoanalista Freud.
Após frequentar a Escola Militar Especial de  Saint-Cyr passou a servir como sub-tenente de infantaria, porém teve de renunciar à carreira militar após uma lei de 4 de junho de 1886, que vetava  aos membros de uma família real francesa de servir o exército.
Voltou-se então para à geografia, à geologia e à  etnologia. Como grande viajante, passou a utilizar a fotografia para  realizar um inventário antropológico das populações humanas, projeto que em seguida abandonou para dedicar-se à botânica e a criação do maior herbário privado do mundo.  Pessoalmente recolheu numerosas amostras, porém também colocou para trabalhar numerosos coletores através do mundo.  
Graças a fortuna que herdou da sua mulher, instalou um herbário num hotel que construiu entre 1892 e 1899  em Paris, na Avenida de Iéna; construção que atualmente abriga a  sede da "Ubifrance", agência francesa para o desenvolvimento internacional das empresas.  Igualmente, formou uma rica coleção de lembranças napoleônicas e uma biblioteca de 150.000 volumes, protegidas em quatro salas ricamente ornadas com revestimentos de madeira. 
Reconhecido pelos seus pares,  Roland Bonaparte foi presidente da "Sociedade de Geografia  da França" de 1910 até a sua morte, e  membro da Academia das Ciências da França em 1907, que passou a presidir em 1919.
O herbário de  Roland Bonaparte  reuniu mais de  2.500.000  amostras de aproximadamente  100.000  espécies. A coleção após a sua morte foi proposta ao  Museu Nacional de História Natural de Paris que a recusou por falta de espaço, sendo então transportada para Lyon por iniciativa de Édouard Herriot (1872-1957). Este herbário, somado com outras coleções, está atualmente alojado no Campus de  Doua da "Universidade Claude Bernard", em Villeurbanne. 
Atualmente é o segundo maior herbário da França e o sétimo do mundo. 
Roland Bonaparte deixou também um lastro  importante para o enriquecimento da biblioteca da Sociedade de Geografia,  como também para a cidade de Ajaccio. Roland deixou a lembrança de um homem da cultura e um benfeitor da ciência. 

## Obras
- Les Habitants de Suriname, notes recueillies à l'Exposition coloniale d'Amsterdam en 1883 (Paris, 1884) ;
- Les Derniers voyages des Néerlandais à la Nouvelle-Guinée ( Paris, 1885) ;
- Le Premier établissement des Néerlandais à Maurice (Paris, 1890) ;
- Une Excursion en Corse  (Paris, 1891) ;
- Le Prince Bonaparte,... Notes ptéridologique (quatorze fascículos, Paris, 1915-1924) ;
- Numerosos artigos no Bulletin du Muséum d'histoire naturelle e no  Bulletin de la Société botanique de France, e em outras publicações.